# Institut de recherche Idiap
L'Institut de Recherche Idiap (anciennement Institut d'intelligence artificielle perceptive), situé à Martigny (Valais, Suisse), est une fondation de recherche autonome, indépendante et à but non lucratif spécialisée dans la gestion d'informations multimédia et dans les interactions homme-machine multimodales.
En 1991, sous l'impulsion de la Fondation Dalle Molle, l'institut a été co-fondé par la municipalité de Martigny, l'État du Valais, l'École polytechnique fédérale de Lausanne, l'Université de Genève et Swisscom.
L'institut de Recherche Idiap est agréé par les gouvernements du Valais et de la Confédération Suisse et est associé à l'EPFL par un plan de développement commun (LIDIAP est le laboratoire de l'EPFL de l'Idiap). Il est reconnu internationalement, pour ses travaux en reconnaissance de la parole, apprentissage artificiel, vision par ordinateur et interface homme-machine.
Le budget de l'Idiap, qui s'élève à plus de 12 millions de francs suisses, est financé à 50 % par des projets de recherche récompensés selon des processus concurrentiels et à 50 % par des fonds publics.
Alors qu'il n'employait qu'une trentaine de personnes en 2001, l'Idiap a en 2020 près de 150 employés, dont plus d'une centaine de chercheurs (chercheurs, post-doctorants et doctorants). Tout le personnel travaille au Centre du Parc à Martigny, dans l'aile ouest. L'institut y a déménagé en août 2007. Il occupe maintenant 2 500 m2 de locaux sur quatre étages.
Pendant 12 ans (2001-2013), l'Idiap a également coordonné le National Centre of Competence in Research (NCCR) on Interactive Multimodal Information Management (IM)2 (centre national de compétence dans la recherche sur la gestion interactive de l'information multimodale IM2).
En 2023, Hervé Boulard laisse la direction de l'institut à Andrea Cavallaro.

## Domaines de recherche
Les principaux domaines de recherche de l'Idiap sont les suivants :

### Systèmes perceptuels et cognitifs
traitement de la parole; compréhension et traduction du langage naturel; traitement de texte et de document; analyse de scène et vision; traitement multimodal; sciences cognitives

### Comportement social et humain
média sociaux web, média sociaux sur mobile; détection de l'interaction sociale; traitement du signal social; analyse de la communication verbale et non verbale

### Interfaces et présentation de l'information
systèmes d'information multimédias; interfaces utilisateur; évaluation de système

### Authentification biométrique
Identification de locuteur et vérification de l'identité; détection faciale, identification et vérification d'identité via reconnaissance digitale, faciale, iris et/ou veineuse; authentification biométrique multimodale 

### Apprentissage automatique
apprentissage automatique fondé sur un réseau statistique et neuronal; efficacité de calcul, en vue des applications en temps réel; ensemble de données de très grande taille

## Contributions remarquables
- Reconnaissance de la voix de Ben Laden: l'institut est sollicité par la chaîne de télévision France 2 pour établir si des enregistrements audio contiennent bien la voix du terroriste[13].

- Développement de la bibliothèque logicielle de référence Torch: Samy Bengio, Ronan Collobert et Johnny Mariéthoz, chercheurs à l'Idiap, publient leur travail sous le titre "Torch: a modular machine learning software library"[14]. Open source, cet outil devient une des références pour développer des logiciels d'intelligence artificielle. Repris par Facebook, il deviendra PyTorch qui est utilisé par exemple pour la conduite de voitures autonomes.
- Reconnaissance vocale pour les dialectes suisses-alémaniques: David Imseng développe à l'Idiap un système de reconnaissance adapté aux dialectes et fonde la société RecApp, qui déploie des solutions utilisées par plusieurs parlements cantonaux en Suisse ou encore par Swisscom[15].
- Un robot apprend à faire de la raclette: Sylvain Calinon et Emmanuel Pignat utilisent l'apprentissage par démonstration pour transmettre le geste du raclage à un bras robotisé pour illustrer la nécessité de pouvoir programmer un robot sans compétences de codage[16]. La démonstration est présentée au CES Las Vegas avec l'aide de Nicolas Bideau.

## L'institut de recherche Idiap en chiffres
Ressources humaines (état du 31.12.2019)
- 5 professeurs
- 1 maîtres d'enseignement et de recherche (MER)
- 14 chercheurs permanents et seniors et collaborateurs scientifiques
- 28 chercheurs postdoctoraux
- 48 doctorants
- 14 étudiants
- 15 ingénieurs de développement
- 7 ingénieurs système
- 10 stagiaires et visiteurs (moyenne/année)
- 13 personnes à l'administration
- 6 thèses terminées en 2019
- 31 nationalités représentées

Activités scientifiques
- Participation (en 2019) à 67 programmes de recherche
- Direction de projet (en 2014) dans 22 consortiums (Suisse, Europe et projets industriels)
- Participation à la stratégie de développement économique du canton du Valais au travers du programme The Ark et de la compagnie IdeArk en particulier
- 47 postes dans les 17 start-up de IdeArk
- En 2019: 131 publications peer reviewed
- Organisation d'un certain nombre de conférences internationales